# ロブテックス
株式会社ロブテックス（英: LOBTEX CO.,LTD.）は大阪府東大阪市に本社をおく、LOBSTER（エビ印）ブランドの金属製品事業とレジャー事業を行っている企業。

## 会社概要
LOBTEX（ロブテックス）のLOBはシンボルマークのエビ印・LOBSTERのLOB、TEはテクノロジー・技術。Xは広がりを示している。事業内容は金属製品事業とレジャー事業がある。
金属製品事業

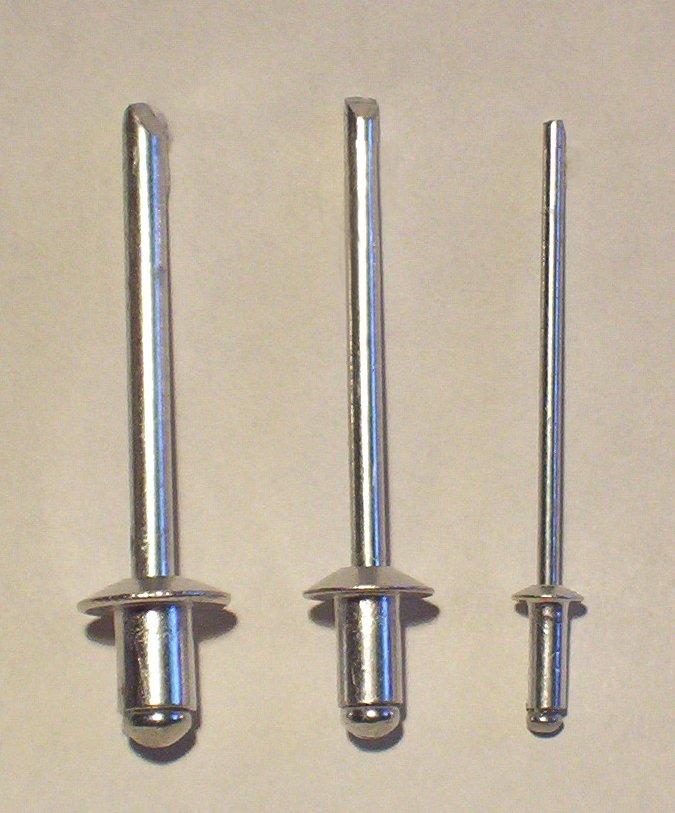
ブラインドリベット

モンキーレンチ、パイプレンチ、ラチェットレンチ、ウォーターポンププライヤ、ソケットレンチ、ペンチ、ニッパー、ボルトカッタ、バイスプライヤ、ダイヤモンドカッター、圧着工具、ストリッパー・リベッター、ブラインドリベットなどの製造販売。
レジャー事業
ゴルフ練習場。

## 沿革
- 1888年（明治21年） - 両手バリカンを発明、製造販売を始める。
- 1923年（大正12年）8月 - 日本理器株式会社を設立、理髪器具打刃物及び利器の製造に着手（資本金10万円(払込資本2万5千円)）。
- 1928年（昭和3年）8月 - ドロップフォージング（型打鍛造）（モンキーレンチ）により作業工具製造開始。
- 1932年（昭和7年） - 国産初のオールドロップフォージングによるモンキーレンチ製作に成功。
- 1943年（昭和18年）
  - 2月 - 株式会社大阪農工具製作所を合併。
  - 3月 - 商号を帝国精鍛工業株式会社に変更。
- 1945年（昭和20年）10月 - 商号を日本理器株式会社に復帰。
- 1960年（昭和35年）2月 - 営業部を分離し、ロブスター販売株式会社を設立。
- 1951年（昭和26年） - モンキーレンチが全国第一号のJIS表示認可を受ける。
- 1964年（昭和39年）11月 - 大阪証券取引所第二部に上場する。
- 1965年（昭和40年）12月 - 大阪府八尾市に鍛造工場を新設。
- 1967年（昭和42年） - ファスニングツール製造に着手する。
- 1977年（昭和52年）5月 - ロブスター販売株式会社を合併。
- 1983年（昭和58年） - ダイヤモンド工具の製造・販売を開始する。
- 1985年（昭和60年）10月 - 大阪府東大阪市今米に本社社屋を新築し、本社機能を集約。
- 1988年（昭和63年）10月 - 株式会社ロブソン（現・株式会社ロブテックスファスニングシステム〈現・連結子会社(1988年7月設立)〉）に輸出入に関する業務を譲渡。
- 1991年（平成3年）2月 - 鍛造工場を鳥取県西伯郡大山町に移転するとともに、鳥取ロブスターツール株式会社（現・連結子会社(1990年12月設立)）に鍛造品製造業務を移管。
- 1992年（平成4年）10月 - 鍛造工場跡地にゴルフ練習場が完成し、株式会社ロブエース（現・連結子会社(1991年8月設立)）が事業を開始。
- 1992年（平成4年）10月 - 商号を株式会社ロブテックスに変更。
- 1995年（平成7年）
  - 4月 - 作業工具（万力類）製造業務を鳥取ロブスターツール株式会社に移管。
  - 10月 - 株式会社ジャパンファスナー（1995年8月設立）が工業用ファスナーの販売を開始。
- 1996年（平成8年）5月 - 本社機能を大阪府東大阪市四条町（本社工場）に移転。
- 1998年（平成10年）
  - 4月 - 作業工具（モンキレンチ）製造業務を鳥取ロブスターツール株式会社に移管。
  - 7月 - 株式会社ロブソンより輸出入に関する業務を譲受し、株式会社ジャパンファスナーの営業を株式会社ロブソンに譲渡
  - 8月 - 本社機能を大阪府東大阪市瓢箪山町に移転。
- 2000年（平成12年）10月 - 顧客満足度向上を目的として、コールセンターを設置。株式会社ロブソンの商号を株式会社ロブテックスファスニングシステムに変更、ファスニングシステムの提案営業を強化。
- 2004年（平成16年）5月 - 本社工場の生産部門を鳥取ロブスターツール株式会社に全面移管し、本社工場を開発及び品質保証に特化したファブレス工場に転換。
- 2006年（平成18年）
  - 2月 - 大阪府東大阪市四条町（本社工場）の社屋を改修し、本社機能を移転。
  - 7月 - 鳥取県西伯郡大山町（鳥取ロブスターツール株式会社）に管理棟・新工場増設。
  - 12月 - 大阪府東大阪市四条町(本社)にR&Dセンター開設。
- 2008年（平成20年）
  - 2月 - 鳥取県西伯郡大山町（鳥取ロブスターツール株式会社）に物流センターを移転。
  - 6月 - 株式会社ロブテックスアンカーワークス（工業用ファスナー卸売業）及び株式会社ロブメディカル（医療機器製造）を設立。
- 2013年（平成25年）7月 - 大阪証券取引所と東京証券取引所の現物株市場統合に伴い、東京証券取引所第二部に上場。
- 2018年 - 第1回 学生に教えたい ”働きがいのある企業大賞” 大賞 を受賞
- 2022年（令和4年）4月 - 東京証券取引所の市場区分の見直しにより、東京証券取引所の市場第二部からスタンダード市場に移行。

## 産業財産権
2010年7月16日現在
- 特許権
- 実用新案権
- 意匠権
- 商標権 (Trademarks)
  - 国内登録
第2634267号・第2667978号・第2683957号・第2697345号・第2708113号・第4075896号・第4075897号・第2697027号
  - 外国登録
USA登録
第1924432号LOBSTER 第1502786号LOBSTER TOOLS 第0776138号LOBSTER